# Richard Faulkner
Richard Oliver Faulkner, baron Faulkner de Worcester est un politicien du Parti travailliste au Royaume-Uni.

## Biographie
Après avoir été élève à l'École Merchant Taylors, Northwood, il étudie la philosophie, l'économie et la politique à Worcester College, Oxford. Il travaille comme chercheur et journaliste pour le Parti Travailliste depuis, et est actif en politique. Il est conseiller bénévole en communication pour le dirigeant du Parti Travailliste pendant les élections générales de 1987, 1992 et 1997.
En 1999, Il est nommé baron Faulkner de Worcester, de Wimbledon, dans le quartier Londonien de Merton,. Il est membre d'un certain nombre de comités parlementaires, et ses intérêts politiques sont les transports, le sport, les droits de l'homme, le tabagisme et la santé, et l'égalité des sexes.
Il est marié à Susan (née Heyes), et a deux filles. Son frère est le fonctionnaire d'État David Faulkner.

## Livres et publications
- Faulkner, R. et Austin, C. (2012). Holding the Line: How Britain's Railways Were Saved. Oxford Publishing Company
- Faulkner, R. et Austin, C. (2015). Disconnected! Broken Links in Britain's Rail Policy. Oxford Publishing Company